# Öhe
Öhe es una isla en el mar Báltico frente al puerto de ferries de Schaprode en Rügen, la isla más grande en sí, de Alemania. La isla de Ohe se encuentra  entre la laguna de Schaproder Bodden y una de sus bahías, la de Wiek Udarser, y se trata de un territorio de 72 hectáreas de superficie. Hay una granja individual en la isla, que periódicamente ha caído en el abandono y pertenece a la familia Schilling, que son probablemente descendientes de sus propietarios del siglo XIII. En 1990 la casa fue restaurada y está habitada de nuevo. El punto más alto de la isla alcanza los de 3,3 metros de altura.